# Јурацишки
Јурацишки (блр. Юрацішкі; рус. Юратишки; пољ. Juraciszki) насељено је место са административним статусом варошице (городской посёлок) у западном делу Републике Белорусије. Административно припада Ивјевском рејону Гродњенске области и центар је истоимене општине.
Према подацима из 2010. у вароши је живело свега 1.500 становника.

## Географија
Варошица се налази на око 16 km североисточно од административног центра рејона града Ивја, и на око 174 km свероисточно од главног града области Гродна. Кроз варош пролази магистрални друм Р48 који повезује градове Ивје и Астравец.

## Историја
Јурацишки се у писаним изворима први пут помињу почетком 16. века као насеље у Ашмјанском повјату Вилњуског војводства тадашње Велике Кнежевине Литваније. Насеље је у целости спаљено током рата између Пољске и Русије (од 1654. до 1667), док су га 1708. освојили Швеђани. Године 1795. постаје саставним делом Руске Империје у чијим границама остаје све до 1921. када постаје делом Пољске. У саставу Белорусије је од 1939. (тада Белоруска ССР), и већ од следеће године је са статусом рејонског центра. Административни статус варошице има од 1957, а делом Ивјевског рејона је од 1960. године.

## Демографија
Према статистичким подацима из 2010. у вароши је живело 1.500 становника.